# Пютанж-Пон-Екрепен
Пюта́нж-Пон-Екрепе́н (фр. Putanges-Pont-Écrepin) — колишній муніципалітет у Франції, у регіоні Нормандія, департамент Орн. Населення — 1019 осіб (2011).
Муніципалітет був розташований на відстані близько 195 км на захід від Парижа, 50 км на південь від Кана, 45 км на північний захід від Алансона.

## Історія
До 2015 року муніципалітет перебував у складі регіону Нижня Нормандія. Від 1 січня 2016 року належав до нового об'єднаного регіону Нормандія.
1 січня 2016 року Пютанж-Пон-Екрепен, Шенедуї, Ла-Форе-Овре, Ла-Френе-о-Соваж, Меній-Жан, Рабоданж, Ле-Ротур, Сент-Обер-сюр-Орн i Сент-Круа-сюр-Орн було об'єднано в новий муніципалітет Пютанж-ле-Лак.

## Демографія
Динаміка населення (INSEE ):
Розподіл населення за віком та статтю (2006):
| Стать | Всього | До 15 років | 15-24 | 25-44 | 45-64 | 65-85 | Понад 85 |
| --- | ------ | ----------- | ----- | ----- | ----- | ----- | -------- |
| Чоловіки | 495    | 100         | 60    | 96    | 134   | 101   | 4        |
| Жінки | 524    | 85          | 65    | 92    | 133   | 125   | 24       |
| \| Статево-вікова піраміда \| Статево-вікова піраміда \| Статево-вікова піраміда \| \| ----------------------- \| ----------------------- \| ----------------------- \| \| Чоловіки \| Вік \| Жінки \| \| 4 \| 85 + \| 24 \| \| 12 \| 80-84 \| 4 \| \| 41 \| 75-79 \| 32 \| \| 16 \| 70-74 \| 32 \| \| 32 \| 65-69 \| 57 \| \| 12 \| 60-64 \| 12 \| \| 36 \| 55-59 \| 32 \| \| 45 \| 50-54 \| 24 \| \| 41 \| 45-49 \| 65 \| \| 24 \| 40-44 \| 32 \| \| 32 \| 35-39 \| 28 \| \| 28 \| 30-34 \| 8 \| \| 12 \| 25-29 \| 24 \| \| 24 \| 20-24 \| 41 \| \| 36 \| 15-20 \| 24 \| \| 36 \| 10-14 \| 45 \| \| 28 \| 5-9 \| 24 \| \| 36 \| 0-4 \| 16 \| |        |             |       |       |       |       |          |
| Статево-вікова піраміда |        |             |       |       |       |       |          |
| Чоловіки | Вік    | Жінки       |       |       |       |       |          |
| 4 | 85 +   | 24          |       |       |       |       |          |
| 12 | 80-84  | 4           |       |       |       |       |          |
| 41 | 75-79  | 32          |       |       |       |       |          |
| 16 | 70-74  | 32          |       |       |       |       |          |
| 32 | 65-69  | 57          |       |       |       |       |          |
| 12 | 60-64  | 12          |       |       |       |       |          |
| 36 | 55-59  | 32          |       |       |       |       |          |
| 45 | 50-54  | 24          |       |       |       |       |          |
| 41 | 45-49  | 65          |       |       |       |       |          |
| 24 | 40-44  | 32          |       |       |       |       |          |
| 32 | 35-39  | 28          |       |       |       |       |          |
| 28 | 30-34  | 8           |       |       |       |       |          |
| 12 | 25-29  | 24          |       |       |       |       |          |
| 24 | 20-24  | 41          |       |       |       |       |          |
| 36 | 15-20  | 24          |       |       |       |       |          |
| 36 | 10-14  | 45          |       |       |       |       |          |
| 28 | 5-9    | 24          |       |       |       |       |          |
| 36 | 0-4    | 16          |       |       |       |       |          |

## Економіка
2010 року серед 616 осіб працездатного віку (15—64 років) 451 була активною, 165 — неактивними (показник активності 73,2%, у 1999 році було 69,7%). З 451 активної мешканців працювало 390 осіб (207 чоловіків та 183 жінки), безробітними було 61 (40 чоловіків та 21 жінка). Серед 165 неактивних 50 осіб було учнями чи студентами, 68 — пенсіонерами, 47 були неактивними з інших причин.

У 2010 році в муніципалітеті числилось 435 оподаткованих домогосподарств, у яких проживали 964,0 особи, медіана доходів виносила 16 657 євро на одного особоспоживача